# Приморци
Приморци е село в Североизточна България. То се намира в община Добричка, област Добрич.

## История
= ? г. – 38 души от мъжки пол, в 9къщи.
= 1874 г. – 49 души от мъжки пол, в 13 къщи.

## Религии
само християни 1874 !
Кючук Михаил, Кючук Руси; Коджа Коле
Димитри, Коле, Марин, Матей, Михаил, Руси, Христо
Димитриев, Иванов, Михайлов, Николов, Панайотов, Русев, Стоянов